# Gustavo Campanharo
Gustavo Campanharo (Caxias do Sul, 4 de abril de 1992) é um futebolista profissional brasileiro que atua como meio-campista. Atualmente defende o Atlético Goianiense.

## Carreira

### Início
Campanharo iniciou nas categorias de base do Juventude. Em 2011, ainda na base, foi emprestado Fiorentina. Em 2013, transferiu-se para o Bragantino.

### Hellas Verona
Em setembro de 2014, Gustavo transferiu-se pro Hellas Verona por empréstimo até o final da temporada. Ele fez sua estreia pela equipe no dia 15 de setembro de 2014, em partida contra Palermo.

### Evian
Em 21 de julho de 2015, Campanharo se juntou ao Evian, da Segunda Divisão Francesa por uma temporada. Sua estreia pela equipe foi no dia 14 de agosto de 2015, em partida contra o Ajaccio. Um mês depois, em 25 de setembro de 2015, marcou seu primeiro gol pelo Evian em jogo contra o Football Bourg-en-Bresse Péronnas 01.

### Ludogorets Razgrad
Em 14 de junho de 2016, Campanharo transferiu-se para o Ludogorets Razgrad, clube da Primeira Divisão da Bulgária . Em 2 de fevereiro de 2019, após 3 anos em Ludogorets, seu contrato foi rescindido por mútuo acordo, já que o mesmo no verão de 2019. Campanharo deixou um post de despedida emocionado nas redes sociais sobre o grande momento que passou no Ludogorets e que continuará torcedor do time aonde for.

### Chapecoense
Em Fevereiro de 2019, Campanharo foi contratado pela Chapecoense.

### Kayserispor
Em 11 de janeiro de 2020, a Chapecoense anuncia a transferência de Campanharo para o Kayserispor.

### Internacional
Em abril de 2023, o Internacional anunciou a contratação de Gustavo Campanharo para compor a equipe nas competições da Copa do Brasil, Libertadores e Campeonato Brasileiro. O meio-campista assinou até dezembro de 2024.

### Atlético Goianiense
Em março de 2024, Campanharo rescindiu com o Inter e acertou com o Atlético Goianiense.

## Títulos
Ludogorets Razgrad
- Primeira Liga da Bulgária : 2016–17, 2017–18
- Supercopa da Bulgária : 2018